# Lenny Martinez
Lenny Martinez, född den 11 juli 2003 i Cannes, är en fransk professionell (sedan 2022) tävlingscyklist. Han är son till Miguel Martinez, sonson till Mariano Martínez och kusin till Yannick Martinez, som alla tre var professionella cyklister.

## Meriter
2021
Vinnare totalt Giro della Lunigiana
 3:a vid Europamästerskapen i linjelopp för juniorer
2022
Ronde de l'Isard
 Vinnare av bergspristävlingen
Vinnare av etapperna 4 och 6
8:a totalt i Tour de l'Avenir
8:a Mercan'Tour Classic Alpes-Maritimes
2023
Vinnare CIC - Mont Ventoux
2:a Classic Grand Besançon Doubs
8:a Grand Prix Cycliste de Marseille La Marseillaise
2024
Vinnare Trofeo Laigueglia
Vinnare Classic Var
O Gran Camiño
 Vinnare av ungdomstävlingen
2:a totalt
8:a i Strade Bianche